# Schachweltmeisterschaft 1948
| Michail Botwinnik aus der Sowjetunion Gewinner der Schach-WM 1948 | Michail Botwinnik aus der Sowjetunion Gewinner der Schach-WM 1948 | Michail Botwinnik aus der Sowjetunion Gewinner der Schach-WM 1948 | Michail Botwinnik aus der Sowjetunion Gewinner der Schach-WM 1948 | Michail Botwinnik aus der Sowjetunion Gewinner der Schach-WM 1948 |
| Platz                                                             | 5 Teilnehmer                                                      | Alter                                                             | Hist. Elo                                                         | Pkt.                                                              |
| ----------------------------------------------------------------- | ----------------------------------------------------------------- | ----------------------------------------------------------------- | ----------------------------------------------------------------- | ----------------------------------------------------------------- |
| 1                                                                 | Michail Botwinnik                                                 | 36                                                                | 2826                                                              | 14                                                                |
| 2                                                                 | Wassili Smyslow                                                   | 26/27                                                             | 2730                                                              | 11                                                                |
| 3-4                                                               | Paul Keres                                                        | 32                                                                | 2754                                                              | 10½                                                               |
| 3-4                                                               | Samuel Reshevsky                                                  | 36                                                                | 2700                                                              | 10½                                                               |
| 5                                                                 | Max Euwe                                                          | 46                                                                | 2730                                                              | 4                                                                 |
| ◄ 1937                                                            | ◄ 1937                                                            | 1951 ►                                                            | 1951 ►                                                            | 1951 ►                                                            |

Der Weltschachbund FIDE organisierte erstmals 1948 einen Titelkampf um die Schachweltmeisterschaft.

Die Schachweltmeisterschaft 1948 war ein vom Weltschachbund FIDE organisiertes Schachturnier, um die Nachfolge des verstorbenen Weltmeisters Alexander Aljechin zu ermitteln. Sie fand vom 2. März 1948 bis 16. Mai 1948 in Den Haag und Moskau statt. Teilnehmer waren Michail Botwinnik, Wassili Smyslow und Paul Keres aus der Sowjetunion, der Amerikaner Samuel Reshevsky sowie der Niederländer und frühere Weltmeister Max Euwe. Es war dies der erste von der FIDE organisierte Titelkampf, zudem wurde erstmals ein Rundenturnier zur Ermittlung des Weltmeisters angesetzt. Botwinnik gewann mit 14 Punkten aus 20 Partien und war damit neuer Schachweltmeister.

## Hintergrund
Am 24. März 1946 starb Weltmeister Alexander Aljechin im portugiesischen Exil. Seitdem war der Weltmeistertitel vakant. Der Weltschachbund beschloss auf dem FIDE-Kongress 1947 in Den Haag, ein Turnier mit sechs Teilnehmern zur Ermittlung des neuen Schachweltmeisters auszurichten.

## Teilnehmer
| Startnummer                      | 1                 | 2           | 3               | 4                  | 5           |
| Porträts (nicht zeitgetreu)      | Michail Botwinnik | Max Euwe    | Wassili Smyslow | Samuel Reshevsky   | Paul Keres  |
| Nation                           | Sowjetunion       | Niederlande | Sowjetunion     | Vereinigte Staaten | Sowjetunion |
| Alter                            | 36 Jahre          | 46 Jahre    | 26/27 Jahre     | 36 Jahre           | 32 Jahre    |
| Historische Elo-Zahl (März 1948) | 2826              | 2730        | 2730            | 2700               | 2754        |

Diese fünf Spieler sowie als sechster Teilnehmer Reuben Fine wurden auf dem FIDE-Kongress 1947 ausgewählt. Fine verzichtete jedoch auf eine Teilnahme. Er gab als Begründung die Anfertigung seiner Doktorarbeit und berufliche Verpflichtungen an. Eine andere Quelle berichtet, Fine seien die Geldpreise zu gering und er selbst gebe eine Krankheit an. Etwa zehn Jahre später schrieb Fine, er habe zu der Zeit mit seinem Beruf als Psychoanalytiker begonnen. Für Fine wurde kein Ersatzspieler eingeladen. Das war auf dem FIDE-Kongress 1947 so beschlossen worden.
Durch die Teilnahme von Max Euwe war dies die dritte Schachweltmeisterschaft, in der ein ehemaliger Weltmeister an einer Schachweltmeisterschaft teilnahm. Dies war zuvor bereits bei der Schachweltmeisterschaft 1896 und der Schachweltmeisterschaft 1937 geschehen.
Die Startnummern der Teilnehmer wurden am 1. März 1948 ausgelost.

## Turniermodus
Es wurde ein Rundenturnier mit fünf Durchgängen gespielt. Vor dem Verzicht Fines waren nur vier Durchgänge geplant. Es wurden 25 Runden gespielt, jeder Teilnehmer hatte in fünf Runden einen spielfreien Tag.
Die ersten zehn Runden wurden in Den Haag im Großen Saal des Tierparks ausgetragen. Die erste Runde begann am 2. März 1948, die zehnte und letzte Runde in Den Haag war am 26. März 1948 beendet. Die verbleibenden Runden wurden in Moskau im Säulensaal des Hauses der Gewerkschaften gespielt. Die erste Runde in Moskau, die insgesamt elfte, begann am 11. April 1948, die letzte Runde des Turniers fand am 16. Mai 1948 statt.
Die Bedenkzeit betrug in jeder Partie 2½ Stunden für die ersten 40 Züge und danach jeweils eine Stunde für weitere 16 Züge. Nach fünf Stunden Spielzeit konnte eine Partie als Hängepartie abgebrochen werden und an einem der folgenden Tage beendet werden.
Als Hauptschiedsrichter fungierte der Slowene Milan Vidmar.

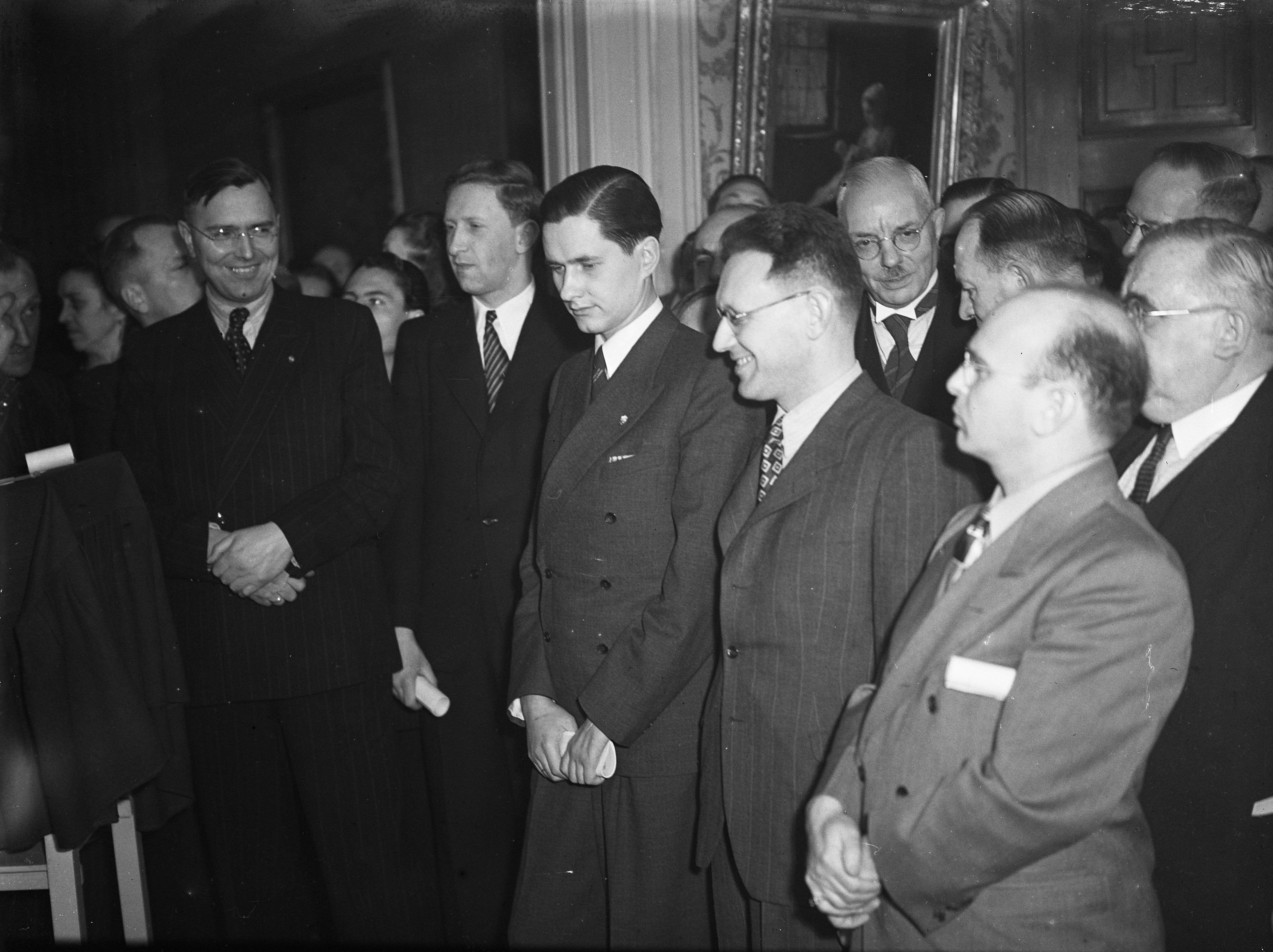
Euwe, Smyslow, Keres, Botwinnik und Reshevsky
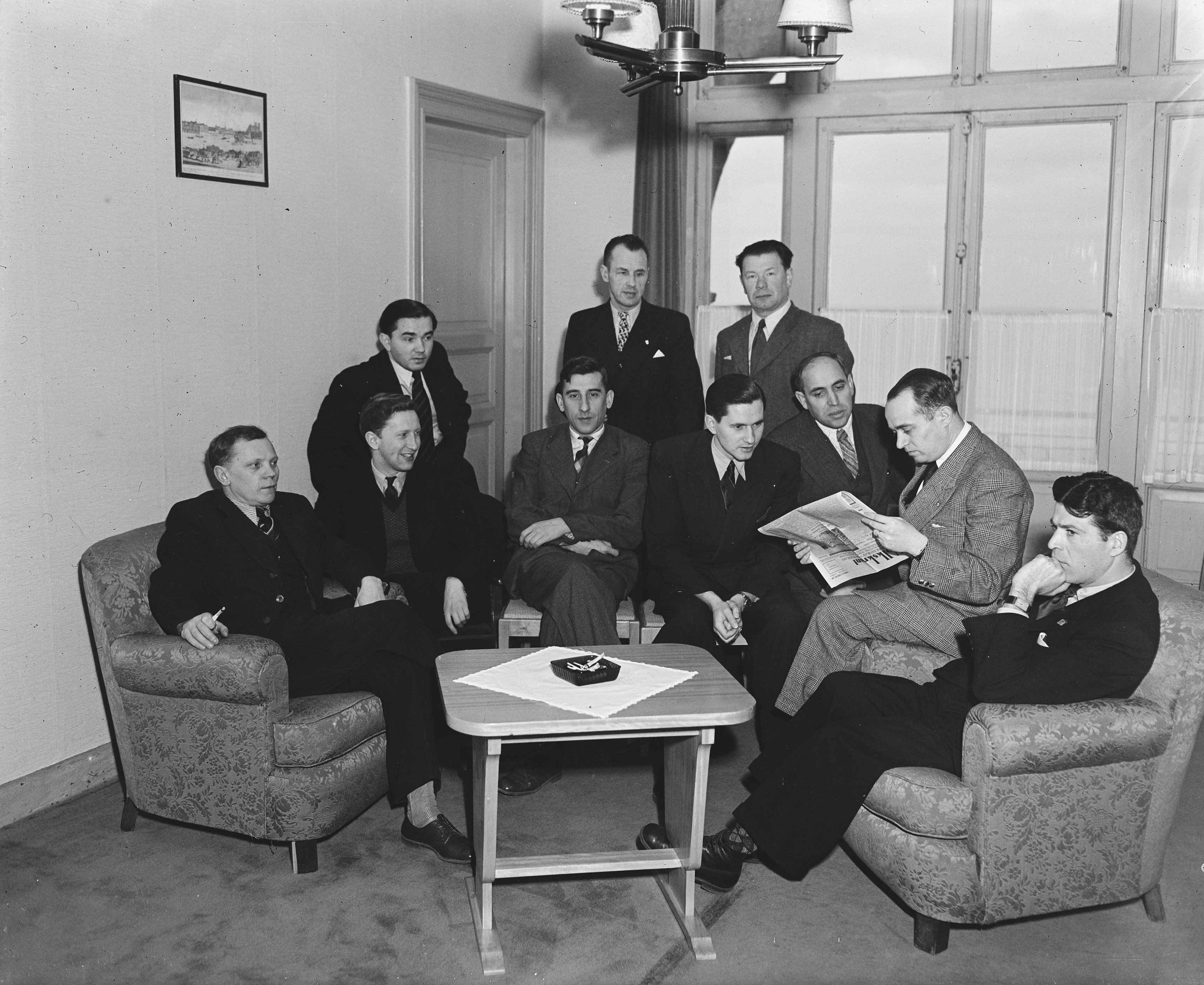
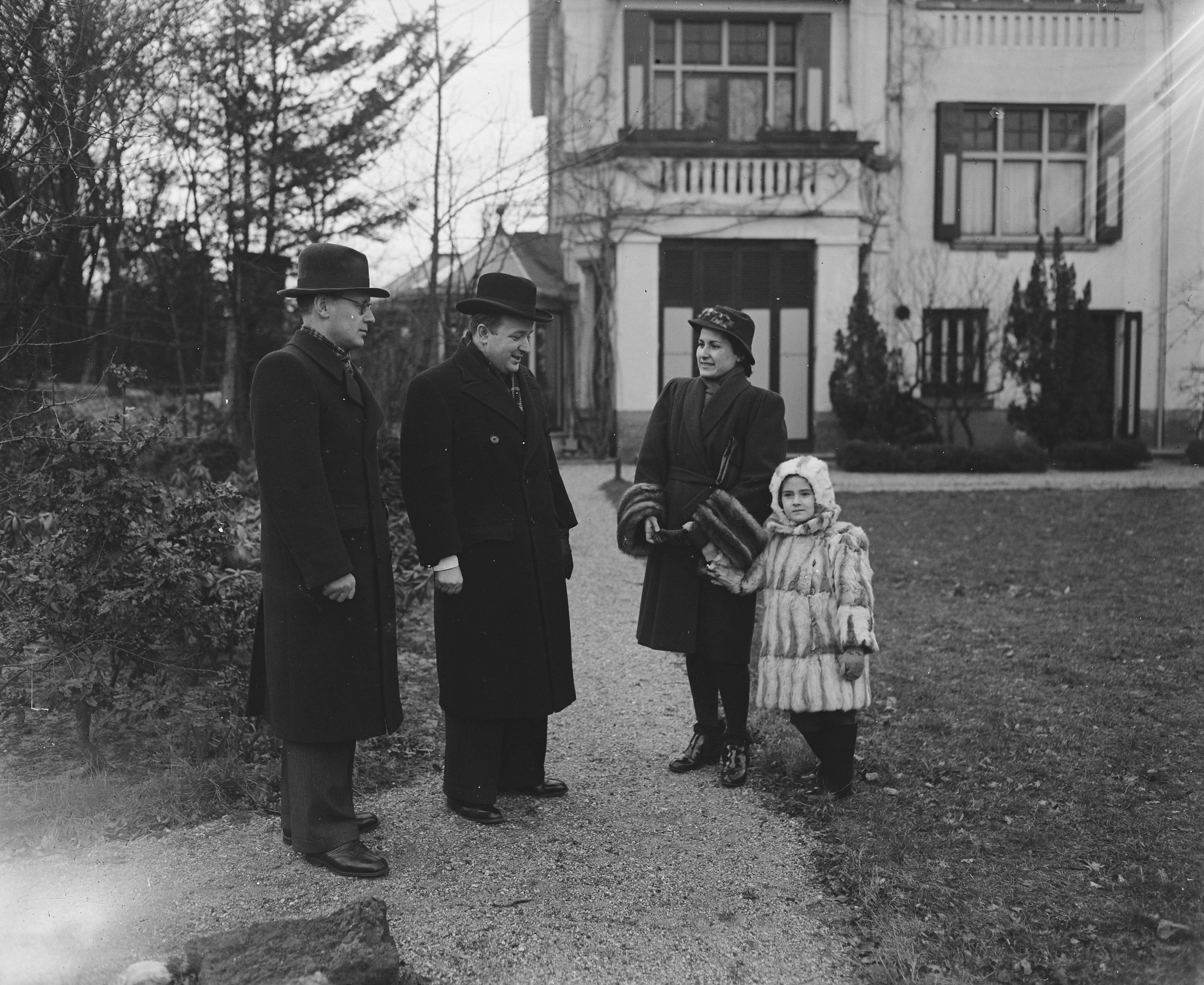
Botwinnik
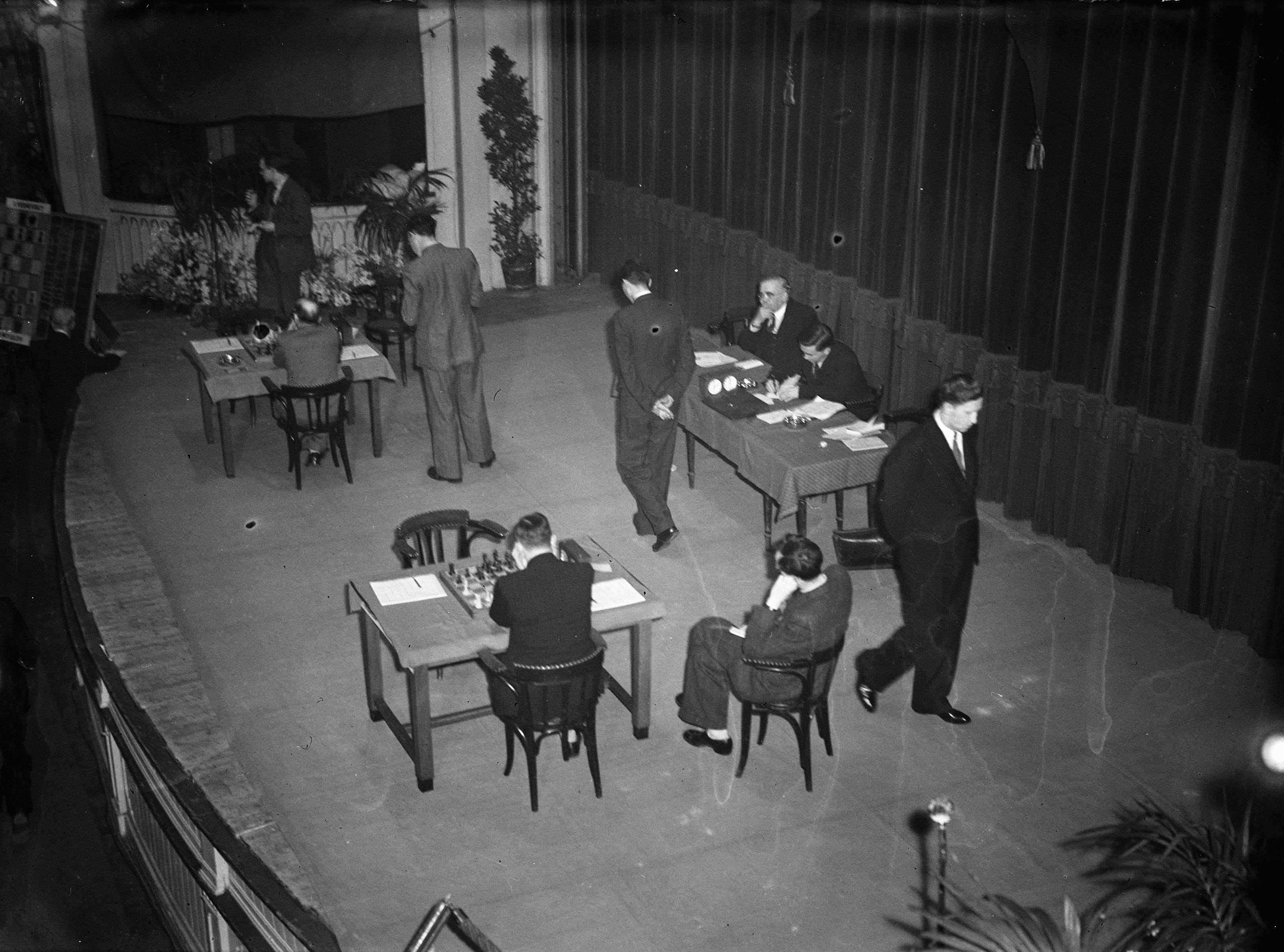
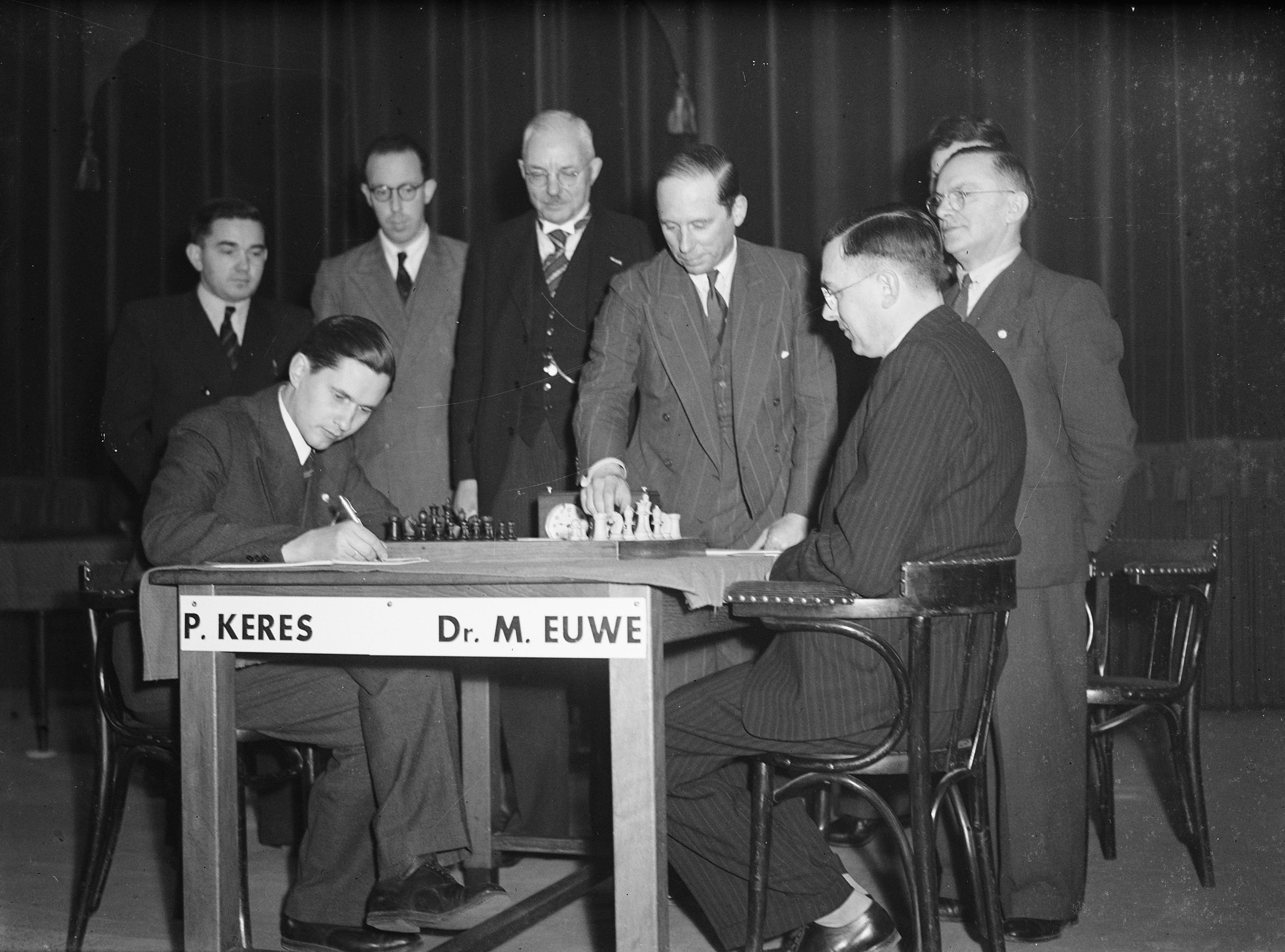
Keres vs. Euwe
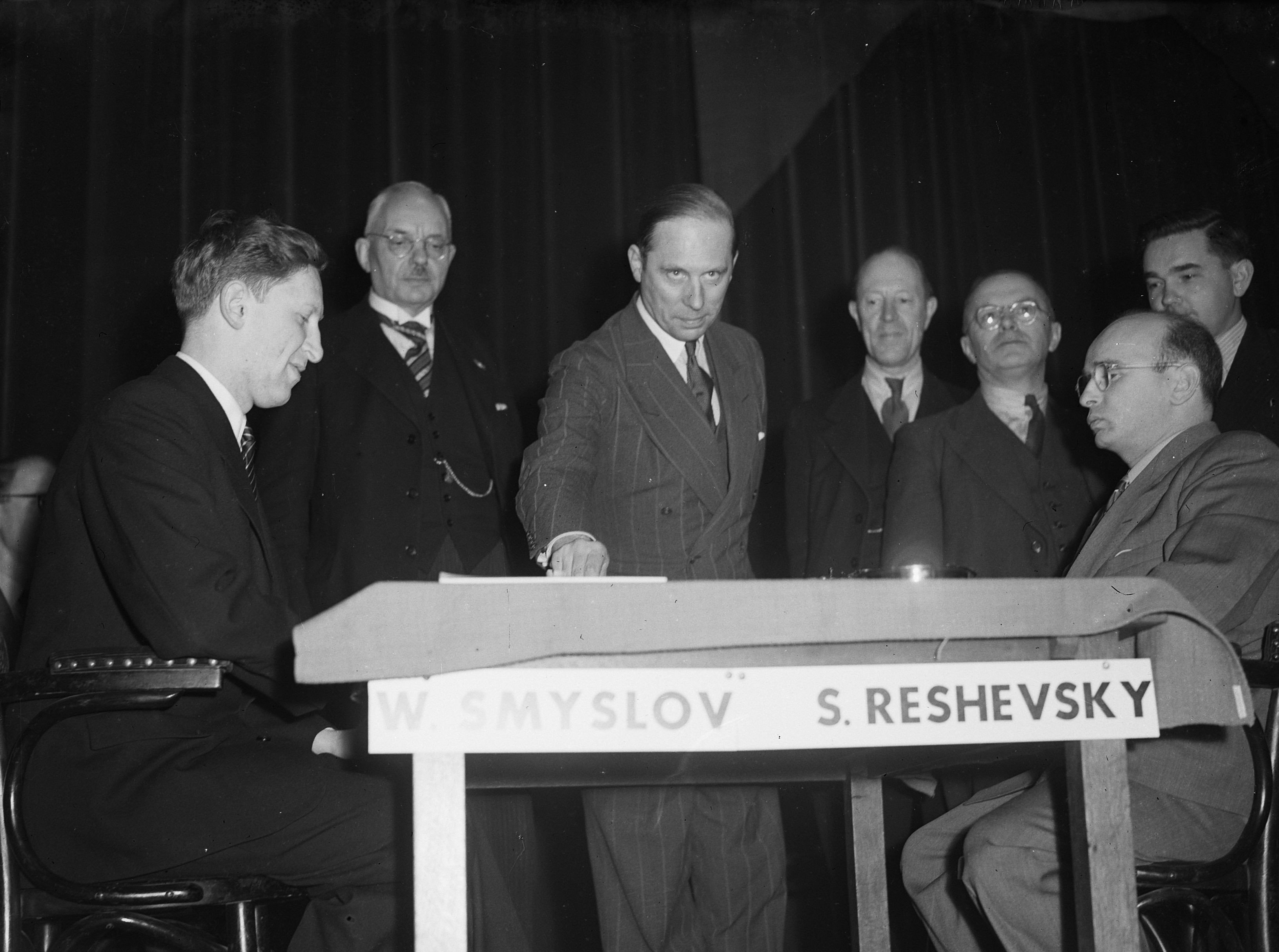
Smyslow vs. Reshevsky

## Turnierverlauf

### 1. Durchgang
| Spieler   | Punkte im 1. Durchgang | Punkte im Turnier |
| --------- | ---------------------- | ----------------- |
| Botwinnik | 3½                     | 3½                |
| Reshevsky | 2½                     | 2½                |
| Keres     | 2                      | 2                 |
| Smyslow   | 2                      | 2                 |
| Euwe      | 0                      | 0                 |

| 1. Runde – 2. März  |           |     |     |                  |
| Euwe                | Keres     | 0:1 | C75 | Spanisch         |
| Smyslow             | Reshevsky | ½:½ | C99 | Spanisch         |
| 2. Runde – 4. März  |           |     |     |                  |
| Botwinnik           | Euwe      | 1:0 | D46 | Halbslawisch     |
| Keres               | Smyslow   | 1:0 | D94 | Grünfeld-Indisch |
| 3. Runde – 8. März  |           |     |     |                  |
| Reshevsky           | Keres     | 1:0 | A15 | Englisch         |
| Smyslow             | Botwinnik | ½:½ | D96 | Grünfeld-Indisch |
| 4. Runde – 9. März  |           |     |     |                  |
| Botwinnik           | Reshevsky | 1:0 | E51 | Nimzo-Indisch    |
| Euwe                | Smyslow   | 0:1 | C98 | Spanisch         |
| 5. Runde – 11. März |           |     |     |                  |
| Keres               | Botwinnik | 0:1 | A13 | Réti             |
| Reshevsky           | Euwe      | 1:0 | D46 | Halbslawisch     |

1. Runde
Die erste Runde begann mit einer kurzen Zeremonie. Der Vorsitzende des niederländischen Schachverbands KNSB sprach kurz zur Presse und den Zuschauern. Er bat die Presse um objektive Berichterstattung. Die Zuschauer forderte er auf, das Rauchen zu minimieren, in Russland dürfe bei Schachturnieren schließlich gar nicht geraucht werden. Danach führte der Bürgermeister von Den Haag den symbolischen ersten Zug auf beiden Brettern aus.
Die Stellung zwischen Smyslow und Reshevsky war nach der Eröffnung ausgeglichen. Zwei zweifelhafte Züge Reshevskys im 22. und 23. Zug ließen Smyslow in Vorteil kommen. Der vergab den Vorteil durch einige Ungenauigkeiten, so dass im 30. Zug wieder eine ausgeglichene Stellung entstand. Im 32. Zug erreichte Reshevsky einen Bauerngewinn, musste aber ein Endspiel mit ungleichen Läufern zulassen, das keine Gewinnmöglichkeit bot. So endete diese Partie nach 41 Zügen remis.
In der anderen Partie hatte Euwe nach 20 Zügen leichten Vorteil. Sein Fehler im 28. Zug gab Keres die Möglichkeit, mittels eines Scheinopfers Vorteil zu erlangen. Durch einen weiteren Fehlzug Euwes erlangte Keres im 32. Zug einen entscheidenden Vorteil. Keres übersah in der Folge mehrere Gewinnfortsetzungen, so dass die Partie mit dem 41. Zug Euwes abgebrochen wurde. Nach der Wiederaufnahme nutzte Keres seinen Vorteil und gewann nach 56 Zügen.
2. Runde
Die Partie zwischen Botwinnik und Euwe war nach 15 Zügen ausgeglichen. Einen schweren Fehler Euwes im 20. Zug nutzte Botwinnik zu seinem Vorteil. Einige weitere Ungenauigkeiten Euwes sowie ein im 28. Zug entstehender weißer Freibauer sorgten für die rasche Entscheidung nach 32 Zügen.
Die Partie zwischen Keres und Smyslow war nach 19 Zügen ausgeglichen. Im 20. und 21. Zug verschärfte Keres das Spiel durch ein zweifaches Bauernopfer, ohne das Gleichgewicht der Stellung entscheidend zu stören. Der 23. Zug Smyslows war ein großer Fehler, den Keres zum entscheidenden Vorteil ausnutzte. Die Partie endete nach 27 Zügen.
3. Runde
Reshevsky erreichte gegen Keres in der Eröffnung einen leichten Vorteil. Er kam aber in größere Zeitnot als Keres und hatte nach 18 Zügen bereits eine Stunde und 51 Minuten nachgedacht, d. h., es verblieben für die nächsten 22 Züge noch 39 Minuten. Keres konnte noch eine Stunde Bedenkzeit nutzen. In der Folge konnte Reshevsky seinen Vorteil bewahren. Er musste die letzten zehn Züge bis zur Zeitkontrolle in drei Minuten schaffen. Keres war ebenfalls in Zeitnot geraten. und machte im 35. Zug einen Fehler, der zu Bauernverlust führte. Ein weiterer Fehler im 39. Zug von Schwarz zog einen gewinnbringenden Angriff Reshevskys nach sich. Die Partie endete nach 41 Zügen.
In der Partie gegen Botwinnik war Smyslow nach 19 Zügen in Vorteil gekommen. Ein ungenauer 20. Zug Smyslows vergab einen Teil des Vorteils. Den leichten Vorteil hielt Smyslow fest. Im 35. Zug gewann er einen Bauern. Um diesen Mehrbauern zu behalten, wählte Smyslow im 40. Zug einen zweifelhaften Zug, der Botwinnik ein Gegenspiel ermöglichte. Nach der Zeitkontrolle nach dem 40. Zug wurde die Partie abgebrochen. Die Stellung war trotz eines weißen Mehrbauers ausgeglichen und so endete die Partie remis nach 44 Zügen.
4. Runde
Reshevsky erzielte gegen Botwinnik nach 15 Zügen einen leichten Vorteil. Im 25. Zug machte Botwinnik einen Fehler, der den Vorteil Reshevskys vergrößerte und zu einem Bauernverlust im 26. Zug führte. In beiderseitiger Zeitnot machte Reshevsky große Fehler im 28., 29. und 30. Zug, und Botwinnik kam in entscheidenden Vorteil. Im 30. Zug hatte Botwinnik bereits einen Springer gewonnen. Einen Zug später übersah Botwinnik einen starken Zug, und Reshevsky hätte mit dem richtigen Zug den weißen Vorteil minimieren können. Er patzte jedoch, so dass Botwinnik mit seinem nächsten Zug eine Leichtfigur gewonnen hätte. In dieser verlorenen Stellung überschritt Reshevsky im 32. Zug die Zeit.
Die Partie zwischen Euwe und Smyslow war nach 20 Zügen ausgeglichen. Eine Ungenauigkeit Smyslows führte zu leichtem Vorteil für Euwe. Ein weiterer Fehler in Smyslows 26. Zug vergrößerte den weißen Vorteil. Euwe verspielte den Vorteil durch einen schlechten 29. Zug. Im 33. Zug startete Euwe eine fehlerhafte Kombination, die zu entscheidendem Vorteil für Smyslow führte. Die Partie wurde nach dem 42. Zug Euwes abgebrochen. Er gab sie ohne Wiederaufnahme auf, nachdem er Smyslows Abgabezug sah.
5. Runde
In der Partie von Keres und Botwinnik entstand nach 20 Zügen eine ausgeglichene Stellung. Keres’ Ungenauigkeiten im 29. und 30. Zug sorgten für schwarzen Vorteil. Botwinnik nutzte einen weiteren Fehler von Keres im 32. Zug zu einem Bauerngewinn. Die Partie wurde nach dem 40. Zug mit entscheidendem Vorteil für Botwinnik abgebrochen. Keres hatte einen zweifelhaften 41. Zug abgegeben, der den schwarzen Vorteil festigte. Botwinnik wickelte in der Folge in ein Bauernendspiel ab und gewann nach 58 Zügen.
In der Partie zwischen Reshevsky und Euwe unterlief letzterem bereits im 12. Zug ein schwerer Fehler. Reshevsky zog einen Freibauern vor und erreichte großen Vorteil. Nach Fehlern Reshevskys im 30. und 31. Zug erreichte Euwe Ausgleich. Durch ungenaue Züge vor der Zeitkontrolle entstand ein für Reshevsky besseres Läuferendspiel. Nach Reshevskys 41. Zug wurde die Partie abgebrochen. Euwe gab ohne Wiederaufnahme auf.

### 2. Durchgang
| Spieler   | Punkte im 2. Durchgang | Punkte im Turnier |
| --------- | ---------------------- | ----------------- |
| Botwinnik | 2½                     | 6                 |
| Reshevsky | 2                      | 4½                |
| Keres     | 2                      | 4                 |
| Smyslow   | 2                      | 4                 |
| Euwe      | 1½                     | 1½                |

| 6. Runde – 15. März  |           |     |     |                  |
| Keres                | Euwe      | ½:½ | C86 | Spanisch         |
| Reshevsky            | Smyslow   | ½:½ | D17 | Slawisch         |
| 7. Runde – 16. März  |           |     |     |                  |
| Euwe                 | Botwinnik | ½:½ | C08 | Französisch      |
| Smyslow              | Keres     | 0:1 | E02 | Katalanisch      |
| 8. Runde – 18. März  |           |     |     |                  |
| Keres                | Reshevsky | ½:½ | C71 | Spanisch         |
| Botwinnik            | Smyslow   | ½:½ | D98 | Grünfeld-Indisch |
| 9. Runde – 23. März  |           |     |     |                  |
| Reshevsky            | Botwinnik | ½:½ | A91 | Holländisch      |
| Smyslow              | Euwe      | 1:0 | C90 | Spanisch         |
| 10. Runde – 25. März |           |     |     |                  |
| Botwinnik            | Keres     | 1:0 | E28 | Nimzo-Indisch    |
| Euwe                 | Reshevsky | ½:½ | C75 | Spanisch         |

6. Runde
Die Partie zwischen Keres und Euwe war ausgangs der Eröffnung nach 14 Zügen ausgeglichen. Ein ungenauer Bauernzug von Keres im 15. Zug führte zu leichtem schwarzen Vorteil. Eine Serie ungenauer Züge im 23. und 24. Zug festigte den Vorteil. Euwe gewann im 27. Zug einen Bauern. Ein klarer Fehler im 29. Zug von Keres hätte Euwe erlaubt, mindestens einen weiteren Bauern zu gewinnen und entscheidenden Vorteil gebracht. Euwe übersah das, aber auch Keres wählte einen schwachen Zug, so dass Euwe nach 30 Zügen deutlich besser stand. Durch zweifelhafte Züge im 31. bis 33. Zug verspielte Euwe seinen Vorteil. Die Partie endete nach dem 34. Zug Keres’ remis.
Zwischen Reshevsky und Smyslow entwickelte sich ein scharfer Kampf. Schon nach zehn Zügen hatte Reshevsky eine Leichtfigur mehr, musste dafür aber vier Bauern abgeben. Nach 15 Zügen hatte sich eine ausgeglichene Position ergeben. Eine Ungenauigkeit Reshevskys im 16. Zug führte zu leichtem schwarzen Vorteil. Smyslow entschloss sich im 17. Zug zum Damentausch, jedoch hatte nun Reshevsky leichten Vorteil. Ein weiterer Fehler Smyslows im 24. Zug ermöglichte eine Kombination mit Bauerngewinn. Reshevsky ließ sie aus und behielt leichten Vorteil. Smyslow erlaubte sich im 30. Zug einen Fehler, durch den Reshevsky seinen Vorteil vergrößerte. Im 33. Zug entschied sich Reshevsky fälschlicherweise, den Turmtausch anzubieten. Das entstehende Endspiel war ausgeglichen. Die Partie endete nach 45 Zügen remis.
7. Runde
Euwe und Botwinnik erreichten nach 20 Zügen eine ausgeglichene Stellung. Botwinnik kam nach einer Ungenauigkeit Euwes im 22. Zug ein wenig in Vorteil. Botwinnik spielte im 28. Zug ungenau, so dass Euwe ausglich. Die Partie verließ die Remisbreite nicht mehr und die Spieler einigten sich nach dem 40. Zug auf ein Unentschieden.
Smyslow erreichte nach 14 Zügen leichten Vorteil gegen Keres. Durch einen zweifelhaften Zug Smyslows glich Keres wieder aus. Der ungenaue 20. Zug Keres’ führte zu leichtem weißen Vorteil. Im 27. Zug opferte Smyslow zweifelhaft einen Bauern. Keres erreichte in der Folge Ausgleich. Smyslow spielte im 38. und 39. Zug ungenau, so dass die Partie nach dem 40. Zug mit leichtem Vorteil für Keres abgebrochen wurde. Der Abgabezug Smyslows ermöglichte es Keres, chancenreich einen Läufer zu opfern und einen Königsangriff zu starten. Nach einem Fehler Smyslows im 47. Zug fand Keres die Abwicklung in ein gewonnenes Endspiel. Smyslow gab sich nach 57 Zügen geschlagen.
8. Runde
Keres hatte gegen Reshevsky nach 15 Zügen leichten Vorteil. Der 18. Zug Keres’ war ungenau und führte zu einer ausgeglichenen Stellung. Im 24. Zug endete die Partie remis.
In der Partie von Botwinnik gegen Smyslow war die Eröffnung günstig für Weiß. Nach 20 Zügen hatte Botwinnik einen kleinen Vorteil. Eine Ungenauigkeit im 26. Zug Botwinniks vergab den Vorteil, und die Stellung war ausgeglichen. Im 32. Zug brachte Smyslow ein Qualitätsopfer, für das er einen Bauern gewann. Fünf Züge später bot Botwinnik den Damentausch an. Der führte zu einem weiteren Bauerngewinn für Smyslow, dennoch war die Position ausgeglichen. Daran änderte sich bis zum Abbruch der Partie im 45. Zug nichts. Nach Wiederaufnahme leistete sich Smyslow im 51. Zug eine Ungenauigkeit und Botwinnik hatte leichten Vorteil. Im 55. Zug wählte Botwinnik den falschen Zug, um einer Zugwiederholung auszuweichen, und die Stellung befand sich im Gleichgewicht. Durch einen fehlerhaften Plan Smyslows im 57. und 58. Zug wurden die weißen Türme aktiviert, und Botwinnik konnte sich Gewinnhoffnungen machen. Im 74. Zug stellte Botwinnik seine Gewinnbemühungen ein, und die Partie endete fünf Züge später remis.
9. Runde
Reshevsky verbuchte gegen Botwinnik nach 15 Zügen leichten Vorteil. Der Abtausch der Springer im 16. Zug führte zum Ausgleich. Im 21. Zug opferte Botwinnik einen Bauern, zwei Züge später die Qualität. Im 25. Zug hätte er eine Zugwiederholung und damit ein Unentschieden erreichen können. Botwinnik patzte hingegen im 25. und 26. Zug und Reshevsky hatte entscheidenden Vorteil. Nach dem schweren Fehler im 28. Zug Reshevskys hätte Botwinnik großen Vorteil erreichen können, er fand nur den Weg zum Ausgleich. Nach dem Austausch von Ungenauigkeiten im 30. Zug von Botwinnik und im 31. Zug Reshevskys endete die Partie remis durch Dauerschach.
Smyslow und Euwe hatten nach 15 Zügen eine ausgeglichene Stellung auf dem Brett. Euwe ließ dann im 22. Zug einen Bauernvorstoß zu, der Smyslow einen Raumvorteil sicherte. Nach einem Fehler Smyslows im 31. Zug glich Euwe die Partie aus. Der schlechte 33. Zug Euwes führte wieder zu einem leichten Vorteil für Weiß. Im 36. Zug entstand ein Leichtfigurenendspiel mit vier Leichtfiguren auf jeder Seite. Im 41. Zug wurde die Partie abgebrochen. Im 55. Zug unterlief Euwe ein schwerer Fehler, der vier Züge später einen Bauernverlust zur Folge hatte. Mit dem Mehrbauern hatte Smyslow entscheidenden Vorteil. Euwe gab im 70. Zug auf.
10. Runde
Botwinnik erzielte gegen Keres bereits in der Eröffnung einen großen Vorteil. Durch einen Fehler im 16. Zug Keres’ erhielt Botwinnik einen entscheidenden Vorteil. Ein Turmopfer im 21. Zug ermöglichte einen erfolgreichen Mattangriff. Keres gab im 23. Zug auf.
Euwe und Reshevsky erreichten nach 15 Zügen eine ausgeglichene Stellung. Reshevsky machte im 18. Zug einen Fehler, den Euwe nicht ausnutzte. Die Stellung blieb ausgeglichen. Nach einem Fehler Reshevskys im 26. Zug gewann Euwe im 28. Zug einen Bauern und erzielte einen Vorteil. Ein weiterer Fehler Reshevskys im 35. Zug führte zu entscheidendem Vorteil Euwes. Im 38. Zug eroberte er einen Springer gegen zwei Bauern. Die Partie wurde nach dem 40. Zug abgebrochen. Schon der Abgabezug Euwes verspielte einen Teil des Vorteils. Euwes Patzer im 44. Zug kostete die Mehrfigur und die Partie war ausgeglichen. Im 57. Zug vereinbarten die Gegner remis.

### 3. Durchgang
| Spieler   | Punkte im 3. Durchgang | Punkte im Turnier |
| --------- | ---------------------- | ----------------- |
| Botwinnik | 3                      | 9                 |
| Keres     | 2½                     | 6½                |
| Reshevsky | 1½                     | 6                 |
| Smyslow   | 1½                     | 5½                |
| Euwe      | 1½                     | 3                 |

| 11. Runde – 11. April           |           |     |     |                  |
| Euwe                            | Keres     | 0:1 | C74 | Spanisch         |
| Smyslow                         | Reshevsky | 1:0 | C75 | Spanisch         |
| 12. Runde – 13. April           |           |     |     |                  |
| Botwinnik                       | Euwe      | 1:0 | D49 | Halbslawisch     |
| Keres                           | Smyslow   | ½:½ | D99 | Grünfeld-Indisch |
| 13. Runde – 15. April/19. April |           |     |     |                  |
| Reshevsky                       | Keres     | 0:1 | D45 | Halbslawisch     |
| Smyslow                         | Botwinnik | 0:1 | B62 | Sizilianisch     |
| 14. Runde – 18. April           |           |     |     |                  |
| Botwinnik                       | Reshevsky | 0:1 | E29 | Nimzo-Indisch    |
| Euwe                            | Smyslow   | 1:0 | D99 | Grünfeld-Indisch |
| 15. Runde – 20. April           |           |     |     |                  |
| Keres                           | Botwinnik | 0:1 | C08 | Französisch      |
| Reshevsky                       | Euwe      | ½:½ | A13 | Réti             |

11. Runde
Keres opferte gegen Euwe in der Eröffnung einen Bauern und erreichte nach 14 Zügen den Ausgleich. Ein großer Fehler Euwes im 15. Zug ermöglichte entscheidenden Angriff für Keres. Euwe unterlief im 23. Zug ein weiterer Fehler, der seine Niederlage beschleunigte. Er gab nach dem 25. Zug auf.
Smyslow erzielte gegen Reshevsky nach 20 Zügen einen großen Vorteil. Im 24. Zug sorgte ein Fehler Reshevskys für einen entscheidenden Vorteil. Smyslow gewann im 30. Zug einen Bauern. Im 37. Zug entstand ein Turmendspiel mit weißem Mehrbauer. Die Partie wurde nach dem 40. Zug abgebrochen. Smyslow konnte nach 52 Zügen gewinnen.
12. Runde
In der Partie zwischen Botwinnik und Euwe entstand nach 15 Zügen eine ausgeglichene Stellung. Euwes ungenauer 16. Zug und Fehler im 17. Zug wurden von Botwinnik genutzt, um großen Vorteil zu erlangen. Der fehlerhafte 21. Zug Euwes führte zu entscheidendem Vorteil. Nach 25 Zügen hatte Botwinnik die gegnerische Dame gegen Turm und Springer erobert und gewann nach 36 Zügen.
Smyslow opferte in der Eröffnung gegen Keres einen Bauern. Nach dessen Rückgewinn im 14. Zug stand Keres etwas besser. Nach dem zweifelhaften 15. Zug Keres’ glich Smyslow die Partie aus. Nach weißem Bauernopfer im 30. Zug gewann Keres den Bauern nach einem ungenauen Zug Smyslows mit etwas Vorteil zurück. Der 35. Zug Keres’ führte zu einer ausgeglichenen Stellung. Nach Damentausch im 40. Zug entstand ein Läuferendspiel. Die Partie wurde nach dem 42. Zug abgebrochen und ohne Wiederaufnahme remis gegeben.
13. Runde
Die Partie zwischen Reshevsky und Keres war nach der weißen Rochade im 15. Zug ausgeglichen. Der 15. Zug Keres’ war ein Fehler, der zu Bauernverlust und weißem Vorteil führte. Reshevsky verpasste im 32. Zug einen weiteren Bauerngewinn. Nach dem zweifelhaften 40. Zug Keres’ wurde die Partie mit Vorteil für Reshevsky abgebrochen. Durch Reshevskys fehlerhaften 45. Zug erreichte Keres Ausgleich. Im 56. Zug unterlief Reshevsky ein schwerer Fehler und Keres eroberte Material. Keres gewann nach 63 Zügen.
Smyslow und Botwinnik erreichten nach 15 Zügen eine ausgeglichene Stellung. Smyslows 16. und 17. Zug waren ungenau. Botwinnik erhielt leichten Vorteil. Er erzielte durch Fehler im 25. und 30. Zug Smyslows entscheidenden Vorteil. Beim Abbruch der Partie nach 40 Zügen hatte Botwinnik eine Qualität und einen Bauern mehr. Smyslow verzichtete auf die Wiederaufnahme und gab auf.
14. Runde
Zwischen Botwinnik und Reshevsky entstand nach 21 Zügen eine ausgeglichene Stellung. Nach einem ungenauen 26. Zug Botwinniks kam es zwei Züge später zum Damentausch. Reshevsky hatte einen leichten Vorteil, aber sein 29. Zug war ungenau und gab Botwinnik die Chance mittels eines Bauernopfers auszugleichen. Botwinnik übersah das und geriet durch einen ungenauen 31. Zug deutlicher in Nachteil. Nach Fehlern im 33. Zug Reshevskys sowie im 34. Zug Botwinniks erhielt Schwarz entscheidenden Vorteil. Einige Züge später hatte Reshevsky einen Läufer mehr und gewann nach 41 Zügen.
Euwe erzielte in der Partie gegen Smyslow nach 15 Zügen leichten Vorteil. Zwei Fehler Smyslows im 17. und 18. Zug führten zu entscheidendem Vorteil Euwes. Zehn Züge später hatte Euwe bereits den materiellen Vorteil einer Qualität. Die Partie wurde nach 41 Zügen abgebrochen und von Smyslow ohne Wiederaufnahme aufgegeben.
15. Runde
Keres und Botwinnik erspielten nach 15 Zügen eine ausgeglichene Stellung. Durch Keres’ ungenauen 16. Zug kam Botwinnik leicht in Vorteil. Nach dem zweifelhaften 19. Zug Botwinniks glich Keres aus. Beide Spieler kamen in Zeitnot und hatten für zehn Züge nur 10 Minuten Bedenkzeit. Der ungenaue 35. Zug Keres’ brachte Botwinnik leichten Vorteil. Wegen eines Fehlers im 39. Zug Keres’ gewann Botwinnik einen Bauern und vergrößerte seinen Vorteil. Nach Damentausch entstand ein Doppelturmendspiel, und die Partie wurde nach dem 42. Zug abgebrochen. Durch einen Fehler Keres’ im 53. Zug konnte Botwinnik seine Stellung verstärken und erreichte entscheidenden Vorteil. Die Partie wurde im 63. Zug erneut abgebrochen. Botwinnik gewann nach 72 Zügen.
Die Partie zwischen Reshevsky und Euwe verließ nie die Remisbreite und endete nach 26 Zügen unentschieden.

### 4. Durchgang
| Spieler   | Punkte im 4. Durchgang | Punkte im Turnier |
| --------- | ---------------------- | ----------------- |
| Botwinnik | 3                      | 12                |
| Reshevsky | 2½                     | 8½                |
| Smyslow   | 3                      | 8½                |
| Keres     | 1                      | 7½                |
| Euwe      | ½                      | 3½                |

| 16. Runde – 22. April |           |     |     |                  |
| Keres                 | Euwe      | 1:0 | C81 | Spanisch         |
| Reshevsky             | Smyslow   | ½:½ | D19 | Slawisch         |
| 17. Runde – 25. April |           |     |     |                  |
| Euwe                  | Botwinnik | ½:½ | C08 | Französisch      |
| Smyslow               | Keres     | 1:0 | D36 | Damengambit      |
| 18. Runde – 27. April |           |     |     |                  |
| Keres                 | Reshevsky | 0:1 | C81 | Spanisch         |
| Botwinnik             | Smyslow   | ½:½ | D76 | Grünfeld-Indisch |
| 19. Runde – 3. Mai    |           |     |     |                  |
| Reshevsky             | Botwinnik | 0:1 | C18 | Französisch      |
| Smyslow               | Euwe      | 1:0 | C81 | Spanisch         |
| 20. Runde – 4. Mai    |           |     |     |                  |
| Botwinnik             | Keres     | 1:0 | D06 | Damengambit      |
| Euwe                  | Reshevsky | 0:1 | E33 | Nimzo-Indisch    |

16. Runde
Keres konnte gegen Euwe nach 15 Zügen leichten Vorteil erreichen. Er vergrößerte den Vorteil nach einem Fehler Euwes im 25. Zug. Euwe stellte im 33. Zug eine Qualität ein und gab im nächsten Zug auf.
Reshevsky erzielte gegen Smyslow nach 12 Zügen einen leichten Vorteil und gewann kurz darauf einen Bauern. Der zweifelhafte 17. Zug Reshevskys führte zum Ausgleich. Daran änderten auch aufeinander folgende Fehler Smyslows im 21. sowie Reshevskys im 22. Zug nichts. Im 23. Zug eroberte Smyslow den Bauern zurück. Das im 36. Zug entstandene Bauernendspiel war ausgeglichen und endete fünf Züge später remis.
17. Runde
Weder Euwe noch Botwinnik erspielten in der Partie gegeneinander Vorteil. Die Partie endete nach 29 Zügen remis durch Zugwiederholung.
Smyslow erzielte gegen Keres nach 15 Zügen einen leichten Vorteil. Der festigte sich nach einem zweifelhaften Zug Keres’ im 21. Zug. Smyslow verlor einen Teil des Vorteils durch den ungenauen 24. Zug. Keres’ wählte im 28. Zug einen zweifelhaften Zug und verlor im folgenden Zug einen Bauern. Nach dem Fehler im 33. Zug Keres’ wuchs der weiße Vorteil entscheidend an. Smyslow gewann im 35. und 40. Zug weitere Bauern. Die Partie wurde im 41. Zug abgebrochen und von Keres ohne Wiederaufnahme aufgegeben.
18. Runde
Keres eroberte gegen Reshevsky im 16. Zug einen Bauern und hatte Vorteil. Zweifelhafte Züge Keres’ im 17. und 18. Zug glichen die Stellung aus. Nach dem Fehler Keres’ im 31. Zug gewann Reshevsky im 32. Zug den Bauern zurück und hatte bereits entscheidenden Vorteil. Er gewann im 34. Zug eine Qualität für einen Bauern. Die Partie endete nach 41 Zügen mit einem Sieg Reshevskys.
Botwinnik kam gegen Smyslow nach 15 Zügen deutlich in Vorteil. Den verspielte er durch den schwachen 26. Zug. Smyslow opferte als Erwiderung einen Bauern, griff aber im nächsten Zug fehl, und Botwinnik erhielt Vorteil. Im 36. Zug entstand ein Turmendspiel mit weißem Mehrbauer. Die Partie wurde dann abgebrochen. Im 43. Zug verringerte sich der weiße Vorteil durch den ungenauen 43. Zug Botwinniks. Den konnte Botwinnik in der Folge nicht zum Sieg nutzen und die Partie endete nach 81 Zügen remis.
19. Runde
Reshevsky erreichte gegen Botwinnik nach 15 Zügen einen kleinen Vorteil. Den steigerten ungenaue Züge Botwinniks im 18. und 19. Zug. Nach dem Fehler Reshevskys im 29. Zug glich Botwinnik aus und konnte im 31. Zug einen Bauern gewinnen. Ein weiterer Fehler im 32. Zug Reshevskys führte zu deutlichem schwarzen Vorteil. Nach dem Patzer Reshevskys im 39. Zug wurde der Vorteil entscheidend. Botwinnik opferte die Qualität und erlangte Königsangriff. Die Partie wurde im 41. Zug abgebrochen. Botwinnik gewann nach 47 Zügen.
Smyslow erspielte sich mit einem Bauernopfer im 12. Zug leichten Vorteil gegen Euwe. Der fehlerhafte 14. Zug Euwes führte zu entscheidendem Vorteil für Smyslow. Im 17. Zug gewann Smyslow den Bauern bei überlegener Stellung zurück. Sechs Züge später erreichte Smyslow einen Bauerngewinn und siegte nach 26 Zügen.
20. Runde
Botwinnik und Keres erreichten nach 15 Zügen eine ausgeglichene Stellung. Der ungenaue 18. Zug Keres’ brachte Botwinnik leicht in Vorteil. Nach Damentausch im 29. Zug erhielt Botwinnik ein leicht besseres Springerendspiel. Keres unterlief im 36. Zug ein Fehler, kurz bevor die Partie abgebrochen wurde. Der schwache 47. Zug Keres’ führte zu Bauerngewinn und entscheidendem Vorteil für Botwinnik. Keres gab im 60. Zug auf.
Euwe und Reshevsky tauschten im 15. Zug die Damen und die Stellung war ausgeglichen. Reshevsky erhielt leichten Vorteil nach Euwes Fehler im 16. Zug. Der vergrößerte sich durch einen weiteren Fehler Euwes im 20. Zug. Nach fehlerhaftem 34. Zug Euwes erreichte Reshevsky entscheidenden Vorteil. Nachdem Reshevsky im 42. Zug einen Bauern gewann, wurde die Partie abgebrochen. Euwe gab ohne Wiederaufnahme auf.

### 5. Durchgang
| Spieler   | Punkte im 5. Durchgang | Punkte im Turnier |
| --------- | ---------------------- | ----------------- |
| Botwinnik | 2                      | 14                |
| Smyslow   | 2½                     | 11                |
| Keres     | 3                      | 10½               |
| Reshevsky | 2                      | 10½               |
| Euwe      | ½                      | 4                 |

| 21. Runde – 6. Mai  |           |     |     |                          |
| Euwe                | Keres     | 0:1 | E32 | Nimzo-Indisch            |
| Smyslow             | Reshevsky | ½:½ | C81 | Spanisch                 |
| 22. Runde – 9. Mai  |           |     |     |                          |
| Botwinnik           | Euwe      | ½:½ | D35 | Damengambit              |
| Keres               | Smyslow   | ½:½ | A16 | Englisch                 |
| 23. Runde – 11. Mai |           |     |     |                          |
| Reshevsky           | Keres     | ½:½ | E32 | Nimzo-Indisch            |
| Smyslow             | Botwinnik | ½:½ | D22 | Angenommenes Damengambit |
| 24. Runde – 13. Mai |           |     |     |                          |
| Botwinnik           | Reshevsky | 1:0 | C49 | Vierspringerspiel        |
| Euwe                | Smyslow   | 0:1 | D99 | Grünfeld-Indisch         |
| 25. Runde – 16. Mai |           |     |     |                          |
| Keres               | Botwinnik | 1:0 | C15 | Französisch              |
| Reshevsky           | Euwe      | 1:0 | D40 | Damengambit              |

21. Runde
Ein zweifelhaftes Bauernopfer Keres’ im elften Zug brachte Euwe leicht in Vorteil. Den vergab er durch den Fehler im 14. Zug. Keres’ zweifelhafte Züge im 15., 21. und 22. Zug gaben Euwe deutlichen Vorteil. Anstatt einen Bauern zu gewinnen unterlief Euwe ein Fehler und hatte nur noch leichten Vorteil. Nach Keres’ Fehler im 24. und 26. Zug erreichte Euwe entscheidenden Vorteil. Der schwere Fehler Euwes im 28. Zug und sein fragwürdiger 29. Zug glichen die Stellung aus. Ein weiterer Fehler Euwes im 31. Zug brachten Keres leicht in Vorteil. Er konnte nach Euwes Patzer im 34. Zug zwingend mattsetzen. Bevor es dazu kam, gab Euwe nach dem 35. Zug auf.
Reshevsky misslang die Eröffnung und Smyslow hatte nach 15 Zügen Vorteil. Reshevsky glich nach Smyslows Fehler im 20. und dem Damentausch im 22. Zug aus. Nach fragwürdigem 34. Zug Smyslows hatte Reshevsky etwas Vorteil. Der Springertausch im 39. Zug führte zu einem remisverdächtigen Turmendspiel mit schwarzem Mehrbauern. Die Partie wurde dann abgebrochen. In der Folge konnte keine Seite Vorteil erzielen. Im 73. Zug wurde die Partie erneut abgebrochen und ohne Wiederaufnahme remis gegeben.
- Euwe stand nach dieser Runde als Tabellenletzter fest.

22. Runde
Keres erspielte sich nach 15 Zügen Vorteil gegen Smyslow. Nach zweifelhaften Zügen Keres’ im 19. und 24. Zug glich Smyslow die Partie aus. Die Partie wurde abgebrochen und endete nach 49 Zügen unentschieden.
Botwinnik und Euwe erlaubten sich ein kurzes Remis nach 14 Zügen.
- Botwinnik stand nach dieser Runde als Turniersieger und damit Weltmeister fest.

23. Runde
Reshevsky kam nach 15 Zügen gegen Keres leicht in Nachteil. Der ungenaue 17. Zug Keres’ ermöglichte ihm den Ausgleich. Nach 26 Zügen einigten sich die Spieler auf Remis.
Smyslow erreichte nach zehn Zügen leichten Vorteil gegen Botwinnik. Nach dem Turmtausch im 17. Zug endete die Partie unentschieden.
24. Runde
Nach zehn Zügen kam Botwinnik gegen Reshevsky leicht in Vorteil. Der Vorteil vergrößerte sich nach dem ungenauen 13. Zug Reshevskys. Im 18. Zug sorgte Reshevskys Fehler für entscheidenden weißen Vorteil. Im 38. Zug gewann Botwinnik die Qualität und drei Züge später die Partie.
Euwe und Smyslow erreichten nach zehn Zügen eine ausgeglichene Stellung. Euwe kam nach Smyslows Ungenauigkeit im elften Zug leicht in Vorteil. Die Position war nach dem ungenauen 15. Zug Euwes wieder ausgeglichen. Im 20. Zug konnte Smyslow einen Bauern erobern. Nach dem zweifelhaften 21. Zug Euwes war er ein wenig im Vorteil. Euwes Fehler im 27. Zug führten zum entscheidenden schwarzen Vorteil. Ein weiterer Fehler im 38. Zug sorgte für einen schnellen Sieg Smyslows nach 38 Zügen.
- Smyslow stand nach dieser Runde als Tabellenzweiter fest.

25. Runde
Die Stellung zwischen Keres und Botwinnik war ausgeglichen, bevor Botwinnik die Ungenauigkeit Keres’ im 13. Zug zu leichtem Vorteil nutzte. Im 16. Zug griff Keres zu einem Bauernopfer. Nach dem Fehler Botwinniks im 18. Zug konnte er den Bauern zurückerobern und die Stellung ausgleichen. Botwinniks Fehler im 26. Zug führte zu weißem Vorteil. Im 27. Zug gab Botwinnik eine Qualität ab, und Keres hatte entscheidenden Vorteil. Botwinnik gab im 39. Zug auf.
Reshevsky und Euwe erreichten nach 17 Zügen eine ausgeglichene Position. Nach Euwes Fehlern im 19. und 21. Zug war Reshevskys Vorteil entscheidend. Nach 27 Zügen besaß Reshevsky zwei Mehrbauern und gewann nach 36 Zügen.

### Endstand
| Platz | Spieler           | 1 | 1 | 1 | 1 | 1 | 2 | 2 | 2 | 2 | 2 | 3 | 3 | 3 | 3 | 3 | 4 | 4 | 4 | 4 | 4 | 5 | 5 | 5 | 5 | 5 | Punkte |
| 1     | Michail Botwinnik |   |   |   |   |   | ½ | ½ | 1 | ½ | ½ | 1 | 1 | 1 | 1 | 0 | 1 | ½ | 0 | 1 | 1 | 1 | ½ | 1 | ½ | ½ | 14     |
| 2     | Wassili Smyslow   | ½ | ½ | 0 | ½ | ½ |   |   |   |   |   | 0 | 0 | ½ | 1 | ½ | ½ | ½ | 1 | ½ | ½ | 1 | 1 | 0 | 1 | 1 | 11     |
| 3-4   | Paul Keres        | 0 | 0 | 0 | 0 | 1 | 1 | 1 | ½ | 0 | ½ |   |   |   |   |   | 0 | ½ | 1 | 0 | ½ | 1 | ½ | 1 | 1 | 1 | 10½    |
| 3-4   | Samuel Reshevsky  | 0 | ½ | 1 | 0 | 0 | ½ | ½ | 0 | ½ | ½ | 1 | ½ | 0 | 1 | ½ |   |   |   |   |   | 1 | ½ | ½ | 1 | 1 | 10½    |
| 5     | Max Euwe          | 0 | ½ | 0 | ½ | ½ | 0 | 0 | 1 | 0 | 0 | 0 | ½ | 0 | 0 | 0 | 0 | ½ | ½ | 0 | 0 |   |   |   |   |   | 4      |

Keres und Reshevsky teilten den dritten und vierten Platz, da bei Punktgleichheit keine Feinwertung angewandt wurde.

## Nachgeschichte
Die FIDE hatte auf ihrem Kongress 1947 beschlossen, dass der Weltmeister seinen Titel alle drei Jahre verteidigen müsse. Modus war ein Zweikampf auf maximal 24 Partien; bei einem Unentschieden behielt der Weltmeister seinen Titel. Zur Bestimmung eines Herausforderers wurde ein mehrstufiges Qualifikationssystem eingeführt, bestehend aus Zonenturnieren, Interzonenturnieren und einem Kandidatenturnier.
Der neue Weltmeister Michail Botwinnik verteidigte seinen Titel bei der Schachweltmeisterschaft 1951 gegen David Bronstein und bei der Schachweltmeisterschaft 1954 gegen Wassili Smyslow, in beiden Fällen mit einem 12:12-Unentschieden.
Drei Jahre später verlor Botwinnik den Zweikampf um die Schachweltmeisterschaft 1957 gegen Smyslow mit 9½:12½ Punkten. Dem Titelverteidiger war 1956 im Fall einer Niederlage das Recht zur Revanche im folgenden Jahr eingeräumt worden. So standen sich die beiden Kontrahenten bei der Schachweltmeisterschaft 1958 erneut gegenüber. Botwinnik konnte den Zweikampf mit 12½:10½ Punkten für sich entscheiden und wurde nach einem Jahr wieder Schachweltmeister.
Bei der Schachweltmeisterschaft 1960 verlor Botwinnik erneut, diesmal mit 8½:12½ Punkten gegen Michail Tal. Den Revanchekampf um die Schachweltmeisterschaft 1961 konnte Botwinnik mit 13:8 Punkten gewinnen und sicherte sich erneut den Weltmeistertitel.
Nach dieser Weltmeisterschaft wurde das Revancherecht des Titelverteidigers abgeschafft. Botwinnik verlor den Titel bei der Schachweltmeisterschaft 1963 mit 9½:12½ Punkten an Tigran Petrosjan.
Als Rundenturniere ausgetragene Weltmeisterschaften gab es nur noch bei der FIDE-Weltmeisterschaft 2005 und der Schachweltmeisterschaft 2007.